# Ivan Gošnjak
Iván Gošnjak (cirílico serbio: Иван Гошњак; Ogulin, 1909 - Belgrado, 1980) fue un militar yugoslavo, que participó como voluntario con el Bando republicano en la guerra civil española y como oficial en el Ejército Partisano durante la Liberación de Yugoslavia en la Segunda Guerra Mundial. Ocupó el cargo de ministro de Defensa de Yugoslavia desde 1953 hasta 1967.

## Biografía
Ivan Gošnjak nació en la ciudad croata de Ogulin, en el entonces Imperio austrohúngaro. Era carpintero de profesión y se unió al Partido Comunista de Yugoslavia en 1933. En 1935 fue enviado por el partido a Moscú, e inscrito por un año en la Escuela Internacional Lenin, en la que asistió a conferencias del "camarada Walter", más conocido por su nombre en clave de Tito durante la II Guerra Mundial. En 1936, fue enviado a un cuartel militar en Riazán, donde recibió instrucción militar. En enero de 1937, comenzó su participación como voluntario en la guerra civil española, donde alcanzó el grado de capitán de las Brigadas Internacionales. Después de la derrota de las fuerzas republicanas en España, Gošnjak fue detenido en Francia en 1939 e ingresado en el campo de Gurs. Después de la rendición de Francia en 1940, escapó del campo, pasando en 1941 a la Alemania nazi como trabajador. Utilizando un pasaporte falso, en julio de 1942 regresó a Croacia, y de inmediato se unió a las unidades de partisanos de Tito que combatían a los nazis tras la Invasión de Yugoslavia.
Como veterano de la guerra civil española, Gošnjak fue inmediatamente designado como segundo comandante en jefe, un puesto que ocupó hasta el final de la guerra, en la que el Ejército Partisano consiguió expulsar a la Wehrmacht de los Balcanes.
En 1946, Tito decidió enviarle a completar sus estudios militares en la Academia Militar Voroshilov soviética, pero Gošnjak le pidió permiso para permanecer en Belgrado y trabajar en el Comité Central. Tito estuvo de acuerdo y más tarde lo nombró como viceministro de Defensa (1946-1953). En el V Congreso del PCY, fue elegido miembro del Buró Político y más tarde fue nombrado miembro del Comité Ejecutivo (el nuevo nombre del Buró Político), reelegido en el VI (1952), VII (1958) y VIII (1964) congresos del partido. En 1953, se convirtió en ministro de Defensa de Yugoslavia, un puesto que ocupó hasta 1967, siendo reemplazado por el general Nikola Ljubičić. El 17 de noviembre de 1953 le fue concedida la Orden de Héroe del Pueblo.
Stalin nunca perdonó a Gošnjak que, como exalumno de la Escuela Lenin, se pusiera del lado de Tito durante el cisma del Informbiro. Durante el juicio a László Rajk en Budapest (1949) Gošnjak y los también combatientes partisanos Kosta Nađ, Karlo Mrazović, Božidar Maslarić y Aleš Bebler fueron acusados por los soviéticos de colaborar desde 1941 con la Gestapo. La acusación fue desestimada, pues de 1941 a 1945 los acusados comandaron unidades estratégicas del Ejército Popular de Liberación de Yugoslavia que se enfrentó a las fuerzas alemanas.
El general Ivan Gošnjak se retiró del servicio militar activo en 1964, y desde entonces fue miembro del Consejo de la Federación, y del cuerpo asesor del presidente Tito. Falleció el 8 de febrero de 1980, siendo enterrado en el cementerio de Novo groblje de Belgrado.